# Cirriformia semicincta
Cirriformia semicincta är en ringmaskart som först beskrevs av Ehlers 1905.  Cirriformia semicincta ingår i släktet Cirriformia och familjen Cirratulidae. Inga underarter finns listade i Catalogue of Life.